# زوپیر
زاپیروس فرزند بغابوخش یکم، سردار بزرگ پارسی بود. وی فرمانده سپاه و ساتراپ بابل در زمان پادشاهی داریوش بزرگ بود.

## شورش ساتراپی بابل

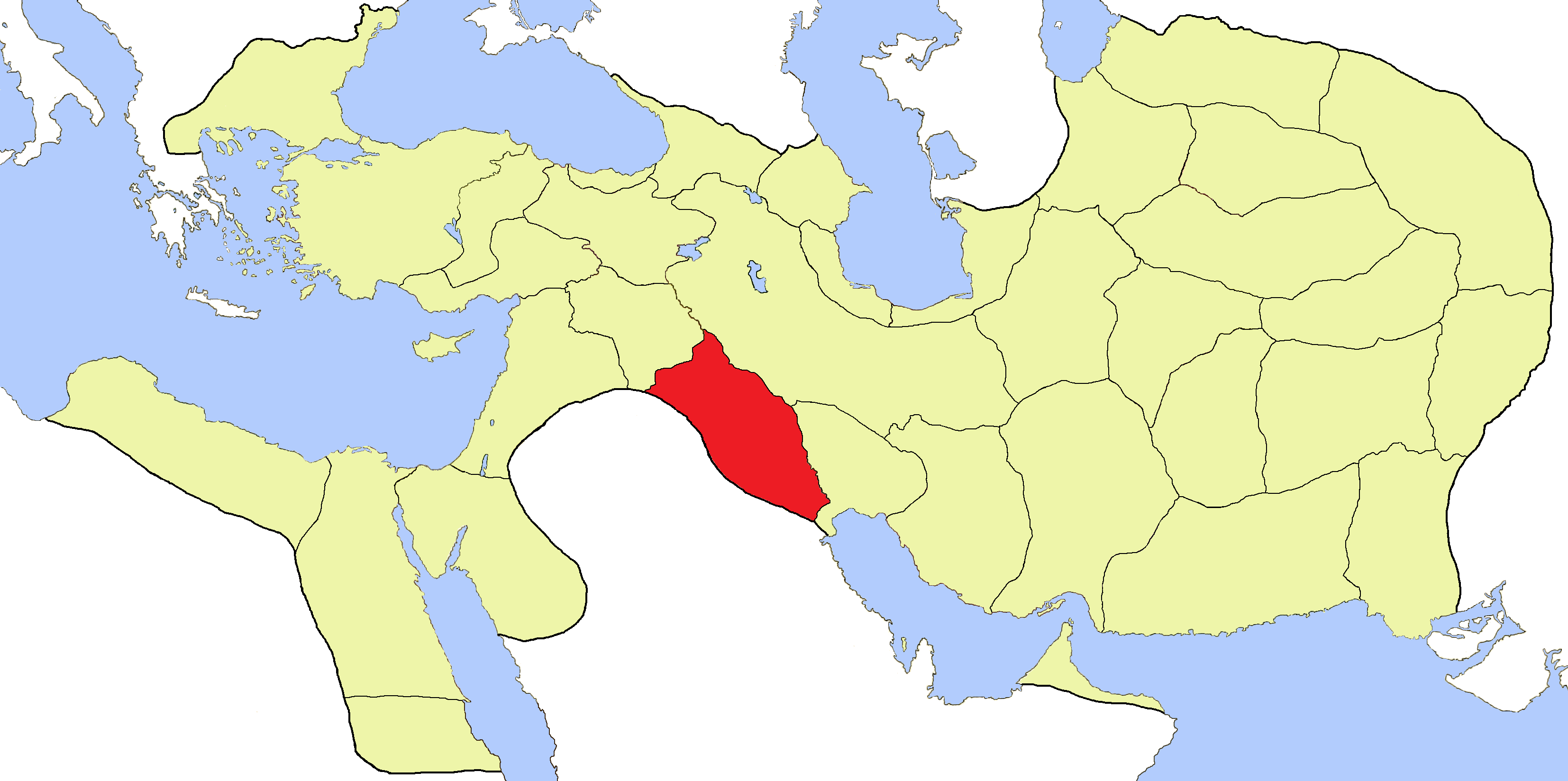
جایگاه ساتراپی بابل در قلمرو هخامنشیان

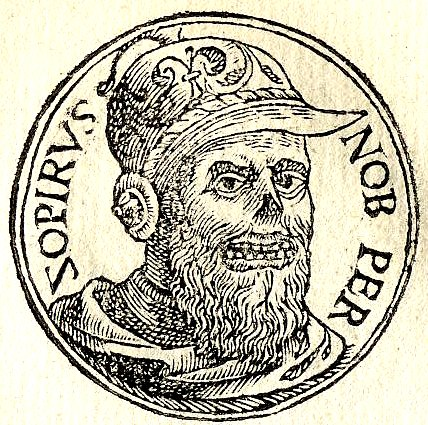
زاپیروس یکم

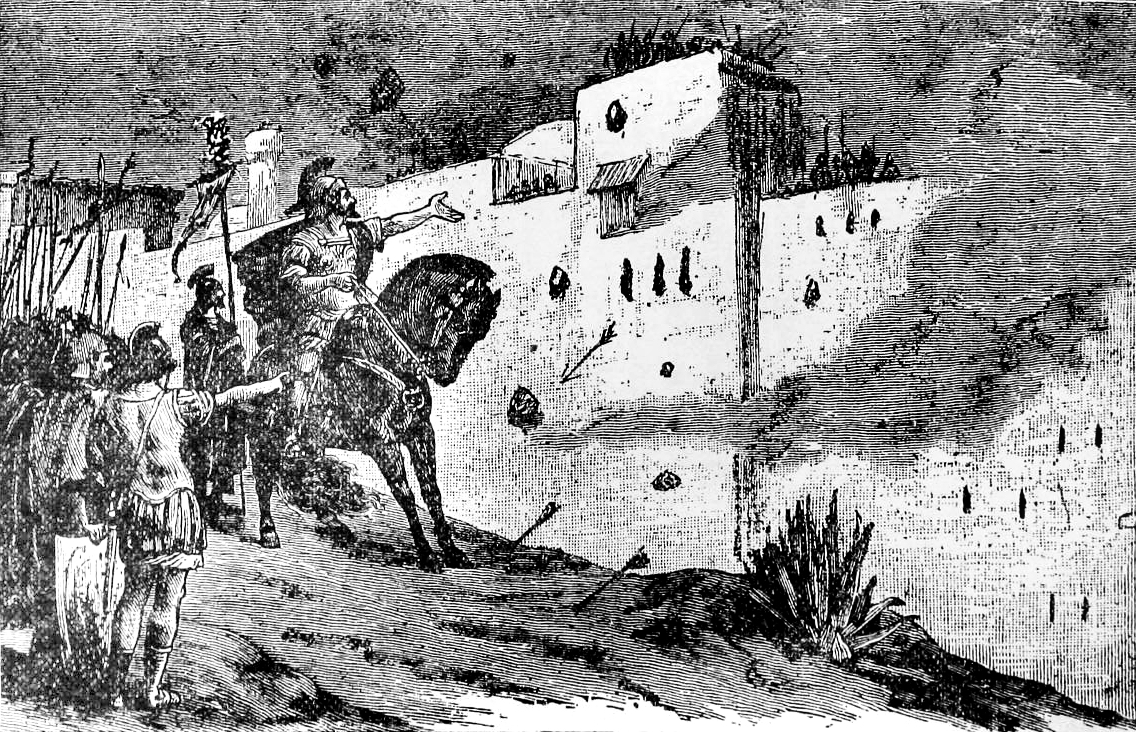
تمسخر داریوش توسط بابلی‌ها، پیش از آن‌که زاپیروس نقشه‌اش را طراحی کند.

هرودوت می‌نویسد در اوایل پادشاه داریوش در بابل شورشی شد و بابلی‌ها با این حدس که محاصرهٔ می‌شوند و این محاصره طولانی خواهد بود، پس آمادگی‌های لازم برای دفاع در حالت محاصره شدن را ترتیب دادند.
بابلی‌ها برای این‌که در مصرف خوراکی‌ها صرفه‌جویی شود، تمام زنان شهر را جمع آوری و خفه کردند و برای هر نفر فقط مادرش و یک کس دیگر را که خودش ترجیح می‌داد، برای پختن نان امان دادند. وقتی داریوش از خبر شورش اطلاع یافت با همه قدرت و قوایی که در اختیار داشت، برای سرکوب به آن‌جا رفت و شهر را در محاصره کرد.
یک سال و هفت ماه گذشت، و محاصره موفقیت آمیز نبود، و داریوش قصد بازگشت داشت، سرانجام زاپیروس با ابتکار و تدبیر شخصی خودش چاره‌ای اندیشید. او دو گوش و بینی خود را بریده و با حالت نزار نزد بابلی‌ها رفت و وانمود کرد که از لشکر ایران عاصی و فراری شده است و گفت که جراحاتش ناشی از قهر و غضب داریوش است. بابلی‌ها داستان او را باور کرده و فکر کردند او برای کمک به جبههٔ آن‌ها آمده‌ و آنچه او خواست را برای مقابله با سپاه ایران، در اختیارش قرار گذاشتند. او پس از پیروزی‌هایی اولیه بر ایرانی‌ها، که با تبانی داریوش انجام می‌گرفت به مقام فرماندهی برگزیده و قهرمان نامی شهر شد. پس از مدتی در زمانی مناسب و با هماهنگی با داریوش توانست دروازه‌های شهر را باز کرده و راه را برای پیشتازان ایرانی باز کند. این دومین بار بود که بابل تسخیر شد. داریوش بعد از تسخیر شهر بخاطر این‌که بابلی‌ها بیشتر زنان خود را از بین برده بودند و برای این‌که از نابودی نسل اهالی شهر جلوگیری کند، دستور داد زنانی از طایفهٔ مجاور به آنجا بیاورند. روی هم رفته تقریباً ۵۰ هزار نفر جمع‌آوری شدند.
در نظر داریوش خواه در گذشته یا آینده خدمت و کار هیچ فرد ایرانی بالاتر از فداکاری زاپیروس نبوده‌است. می‌گویند داریوش همواره می‌گفته‌است که «یک زاپیروس بی‌نقص و سالم را بر تصرف چندین شهر بابل ترجیح می‌دادم.» داریوش ساتراپی بابل را با معافیت از پرداخت مالیات برای همهٔ عمر به او بخشید. بغابوخش دوم که در ساتراپی مصر فرماندهی لشکر ایران را بر ضد آتنی‌ها و همدستان ایشان را در دست داشت، فرزند این زاپیروس بود.
در زمان پادشاهی خشایارشا بابل باز چند بار سر به شورش برداشت و زاپیروس پیر و فاتح معروف بابل، در طی یکی از شورش‌ها کشته شد.

## نظر زرین‌کوب
از نظر عبدالحسین زرین کوب داستانی که هرودوت نقل کرده‌است، صحت ندارد و محاصرهٔ بابل نمی‌توانسته چنین بطول انجامیده باشد تا وقوع چنین فداکاری افسانه‌ای را الزامی کند.

## تبارنامه زاپیروس
| بغابوخش یکم یا مگابیز یکم فرمانده سپاه داریوش بزرگ در اروپا                                  |  |  |  |  |  |
|                                                                                              |  |  |  |  |  |
| زاپیروس ساتراپ بابل در زمان داریوش بزرگ                                                      |  |  |  |  |  |
|                                                                                              |  |  |  |  |  |
| بغابوخش دوم یا مگابیز دوم (مکابیز) ساتراپ سوریه در زمان خشایارشا و اردشیر یکم هخامنشی        |  |  |  |  |  |
|                                                                                              |  |  |  |  |  |
| زاپیروس یا زوپوروس مرجع احتمالی هرودوت، وی در زمان پادشاهی اردشیر یکم در آتن اقامت داشته‌است. |  |  |  |  |  |